# Bailongtang
Bailongtang är en köping i Kina. Den ligger i provinsen Shaanxi, i den nordvästra delen av landet, omkring 170 kilometer sydväst om provinshuvudstaden Xi'an. Antalet invånare är 13 488. Befolkningen består av 6 712 kvinnor och 6 776 män. Barn under 15 år utgör 15,0 %, vuxna 15-64 år 72 %, och äldre över 65 år 11,0 %.
Runt Bailongtang är det ganska tätbefolkat, med 96 invånare per kvadratkilometer. Närmaste större samhälle är Xixiang, 10,9 km sydväst om Bailongtang. I omgivningarna runt Bailongtang växer i huvudsak blandskog.
Genomsnittlig årsnederbörd är 1 052 millimeter. Den regnigaste månaden är juli, med i genomsnitt 222 mm nederbörd, och den torraste är december, med 2 mm nederbörd.